# Breña Baja
Breña Baja és un municipi de l'illa de La Palma, a les illes Canàries.
En aquest municipi junt amb el municipi Villa de Mazo està l'Aeroport de La Palma.

## Població
| Any  | Població | Densitat   |
| ---- | -------- | ---------- |
| 1991 | 3.354    | -/km²      |
| 1996 | 3.746    | -/km²      |
| 2001 | 3.621    | 258,64/km² |
| 2002 | 4.113    | 289,65/km² |
| 2003 | 4.187    | 294.85/km² |
| 2004 | 4.186    | 294.79/km² |
| 2005 | 4.355    | 306,69/km² |
| 2006 | 4.470    | 314,78/km² |
| 2007 | 4.708    | 331,55/km² |